# Metáforas bélicas en el cáncer
Las metáforas bélicas o de guerra en el cáncer se utilizan a menudo para describir la experiencia de una persona con dicha enfermedad. Popularmente se dice que los que han fallecido a causa de este motivo han perdido su «batalla contra el cáncer», mientras que los sobrevivientes son descritos como personas que «luchan contra el cáncer».
Si bien el uso de metáforas puede ayudar a los médicos a explicar el cáncer de una manera que los pacientes puedan entender, se ha argumentado que palabras como «batalla», «pelea» o «lucha» son inapropiadas, ya que sugieren que la enfermedad puede vencerse si uno solo lucha duro.

## Uso en el cáncer
Las metáforas de guerra son comúnmente utilizadas por científicos, médicos, pacientes y sociedad en general. Un estudio de 2010 encontró que un mayor uso de metáforas por parte de los médicos se asoció con una mejor comprensión por parte de los pacientes.
La frase se usa a menudo cuando alguien muere y puede aparecer en los obituarios. Por ejemplo, una declaración del publicista de Victoria Wood en abril de 2016 decía que Wood había «fallecido, después de una breve pero valiente batalla contra el cáncer». En diciembre de 2016, Sky News describió que el periodista AA Gill había muerto después de una «breve lucha contra el cáncer».
En un artículo de 2014 en The Guardian titulado «Having cancer is not a fight or a battle» (en español: Tener cáncer no es una lucha ni una batalla), la médica Kate Granger, a quien se le diagnosticó un tipo de sarcoma, explica cómo el uso del lenguaje militar, aunque tal vez el objetivo de infundir un sentido de positividad, puede tener el efecto contrario.

### Críticas
El uso de metáforas bélicas puede tener efectos negativos para los pacientes. Los pacientes perciben que el tratamiento es más difícil cuando se les describe utilizando metáforas violentas. Estas metáforas también pueden conducir a sentimientos de desempoderamiento, culpa y fatalismo. Un estudio encontró que el uso de metáforas de guerra en la salud pública del cáncer disminuyó la participación en los comportamientos de prevención del cáncer. Otra crítica común de este uso de la metáfora es que cuando los pacientes mueren, la implicación es que no lucharon lo suficiente, y si lucharon más duro, habrían salido victoriosos. Se ha propuesto el término «viaje con cáncer» para reemplazar las metáforas de la guerra debido tanto a la ayuda con la visualización de la enfermedad como a una mayor suavidad para los pacientes.
Sick Kids Hospital en Canadá gastó dos millones de dólares en una campaña publicitaria que representa a los niños como guerreros vestidos con armaduras y armas. Esto generó controversia y algunos lo criticaron por no representar la verdadera experiencia de los niños con enfermedades graves. Una organización benéfica ha sido nombrada ciclistas que luchan contra el cáncer y los alimentos han sido descritos como «lucha contra el cáncer».

## En otras enfermedades
Los investigadores del VIH también suelen utilizar metáforas de batalla. Algunos comentaristas también han criticado el uso de términos de guerra y la militarización de esta enfermedad. También se ha criticado su empleo con el zika  y las bacterias multiresistentes.
Durante la pandemia de COVID-19 se extendió el uso de metáforas bélicas, en las que se describía a los trabajadores sanitarios como «héroes valientes» y a los afectados por el virus como «víctimas».